# Ácido oxálico
O ácido oxálico ou ácido etanodióico é um ácido (mais precisamente um ácido dicarboxílico) de fórmula molecular H2C2O4 ou, mais precisamente, HO2CCO2H. É um ácido orgânico saturado, de cadeia normal e relativamente forte, sendo 10.000 vezes mais forte que o ácido acético. Comercialmente, a forma mais usual é a diidratada, de fórmula molecular C2H2O4·2H2O.

## Propriedades

### Físicas
* Sabor ácido
* Sólido cristalino e incolor. Sublima a  150 °C. Densidade = 1,653 g/cm3
* Parcialmente solúvel em água, etanol e outros solventes.

### Químicas
* Em solução aquosa libera 2 cátions ( 2 H+ ), por molécula.
* Grau de ionização: 60%
* Fortemente ácido e muito venenoso.
* Reage violentamente com agentes oxidantes fortes.
* Desidrata-se, intramolecularmente, em meio ácido:
Ácido oxálico  →   CO + CO2 + H2O
* Reage com bases formando oxalatos:
HCOO - COOH + 2 NaOH  →  2 H2O + [Na][COO - COO][Na] (oxalato de sódio)
* Em solução aquosa é sensível à luz e ao ar, formando gás carbônico

## Ocorrência
É encontrado nas plantas do gênero Oxalis.
O ácido oxálico pode ser encontrado também no espinafre, no tomate, no inhame, na carambola e outros vegetais. Em relação à carambola, o ácido oxálico ocorre em grande quantidade e é o grande responsável pelo efeito tóxico desta fruta em pacientes com disfunções renais.

## Obtenção
- Industrialmente, é obtido a partir do metanoato de sódio, em duas etapas:

2 metanoato de sódio a 400 °C  → Oxalato de sódio + H2
Oxalato de sódio + H2SO4 → Ácido oxálico + Na2SO4
Equações:
2  H - COONa → NaOOC - COONa + H2
NaOOC - COONa + H2SO4 → HOOC - COOH  + Na2SO4

## Aplicações
* Produto anti-tártaro.
* Eliminação de ferrugem em metais, mármores e outras pedras.
* Fixação de corantes em tecidos ( mordente )
* Obtenção de corantes
* Fabricação de tintas de escrever
* Branqueamento  e curtição industrial de couros.
* Branqueamento de texteis, papeis, cortiça e palha.
* Produção de oxalatos.

## Curiosidades
* O nome usual ácido oxálico vem do gênero de plantas de onde foi isolado pela primeira vez (Oxalis).
* É conhecido no meio náutico como Sal Azedo e é usado para limpeza do Gel Coat dos barcos.
* Concentrações elevadas de íons de metais pesados ( Al, Hg, Pb e Cd ) intoxicam as plantas, evitando o seu crescimento. As raizes de  uma planta chinesa, denominada fagópiro, quando exposta a concentrações de alumínio segrega o ácido oxálico, que combina-se com os íons de alumínio formando um complexo que não inibe o crescimento.
* Diminui a absorção de cálcio